# 塔塔統阿
塔塔統阿（?—?），蒙古字母的创制者，12世纪畏兀儿人。
塔塔統阿聪颖善于言论，深通畏兀儿文。他本来是乃蛮部太阳汗的师傅，管理出纳钱谷、委任人材的金印。1204年，太阳汗败亡于成吉思汗，他被成吉思汗抓获，还是命他执掌印玺，教诸王子用畏兀儿文书写蒙古语。窝阔台在位时，他主管内府玉玺和金帛收支。在元太宗时去世。元武宗至大三年（1310年），追封雁门郡公。
有四子：长子玉笏迷失；次子力渾迷失；三子速罗海，袭父职，仍管理内府玉玺、金帛；四子笃绵，事奉哈剌察儿，忽必烈即位，他跟随母亲入见。忽必烈想要给他授官，他以无功推辞，忽必烈命其备宿卫。奉使辽东。去世后，封雁门郡公。他的儿子阿必宝哈，陕西行省章政事。

## 延伸阅读
[在维基数据编辑]
 《元史·卷124》，出自宋濂《元史》
 《新元史/卷136》，出自柯劭忞《新元史》